# أسد أباد (همدان)
أسد أباد (بالفارسية: اسدآباد) هي مدينة تقع في إيران في البلدة المركزية. يقدر عدد سكانها بـ 51,304 نسمة .